# Symfonie nr. 3 (Kayser)
Leif Kayser voltooide zijn Symfonie nr. 3 in D majeur in 1953.
Kayser begon aan zijn derde symfonie redelijk vlot nadat zijn tweede voor het eerst was uitgevoerd. Echter na het begin, kwam er een ommezwaai in het leven van de componist; hij ging theologie studeren in onder meer Rome. Na die studie werd hij priester van de St Ansgar Kerk in Kopenhagen. Hij componeerde dus parttime aan zijn symfonie, ondertussen ook werkend aan andere religieuze composities, zoals een Kerstoratorium en een Te Deum. In tegenstelling tot zijn eerste en tweede symfonie is de symfonie doorgecomponeerd, dat wil zeggen de muziek wordt achterelkaar doorgespeeld. Delen in de klassieke omschrijving zijn er niet. Echter tussen de vier secties zit een kleine rust, hetgeen dan toch uiteindelijk leidt tot een klassieke vierdeling:
1. Allegro
2. Largo, Presto, Largo
3. Presto
4. Andante sostenuto.

De ontwikkelingen van de klassieke muziek uit de 20e eeuw lijken geheel voorbijgegaan aan Kayser. Toch bevatten de eerste vier maten alle noten uit de twaalftoonstechniek, niet als inleiding voor een seriële compositie, maar gewoon omdat de componist alle tonen wilde gebruiken. In de symfonie worden ook meer dissonanten gehoord dan in zijn tweede, maar vergeleken met andere werken van rond 1953 is dat minimaal. De componist bleef als perfectionist schaven aan zijn werk en hij lijkt er uiteindelijk toch niet helemaal uitgekomen te zijn. Het hoogtepunt van het werk zit weliswaar aan het eind van deel 4, maar daarna volgt nog een coda, die als een “nachtkaars uitgaat”; een echt slot zit er niet aan.
De symfonie viel niet in goede aarde. De interesse voor deze muziek verdween snel in die dagen en volgens de componist was de uitvoering ook niet optimaal. Sommige leerlingen van Kayser, waaronder Niels la Cour, vonden het een mooi persoonlijk werk van de componist, maar dat kon niet verhinderen, dat dit tonale werk tot 2006 in de vergetelheid raakte.

## Discografie
- Uitgave Dacapo: Aalborg Symfoniorkester o.l.v. Matthias Aeschbacher opname 2005/2006